# Andrea Zogg
Andrea Zogg (* 26. November 1957 in Chur) ist ein Schweizer Schauspieler und Theaterregisseur.

## Leben
Nachdem Zogg zunächst eine Ausbildung zum Lehrer gemacht hatte, absolvierte er eine private Schauspielausbildung und hatte 1981 erste Engagements an den Freilichtspielen Chur und dem Kleintheater Kramgasse 6 in Bern.
Er spielte unter anderem an der Landesbühne Hannover, am Schauspielhaus Wien, am Theater am Turm in Frankfurt am Main, in der Kulturfabrik Kampnagel in Hamburg und an den Kammerspielen am Schauspiel Frankfurt, am Maxim Gorki Theater Berlin, am Theater am Neumarkt Zürich, am Werktheater Basel, der OFF OFF Bühne Zürich und am TAB (Das Theater aus Bremen). Bekannt wurde Zogg einem größeren Publikum 1990 als Detektivwachtmeister Reto Carlucci im Schweizer Tatort aus Bern. Über seine Film- und Fernsehrollen hinaus war er an den international prämierten Kinoproduktionen Reise der Hoffnung, Der Nebelläufer, und Das Fräulein beteiligt.
Zogg und seine Frau Eva Roselt, freischaffende Regisseurin und Autorin, leben im Klettgau und in Tamins. Sie haben drei erwachsene Söhne.

## Filmografie

### Kino
- 1987: Jenatsch
- 1990: Reise der Hoffnung
- 1991: Engrazia
- 1993: Brandnacht
- 1995: Der Nebelläufer
- 1995: Mekong
- 2001: Heidi
- 2006: Das Fräulein
- 2006: Cannabis – Probieren geht über Regieren
- 2009: Champions
- 2010: Liebling, lass uns scheiden
- 2010: Sennentuntschi
- 2010: Mary & Johnny
- 2011: Tapperman (Kurzfilm)
- 2012: Tutti giù – Im freien Fall
- 2013: Himmelfahrtskommando
- 2015: Schellen-Ursli
- 2019: Zwingli
- 2019: Der Büezer

### Fernsehen
- 1990: Tatort: Howalds Fall
- 1991: Tatort – Kameraden
- 1992: Tatort – Marion
- 1994–1995: Die Direktorin
- 1999: Das Biest im Bodensee
- 2003: Dario M. SRF
- 2003: Spital in Angst
- 2004: Fremde im Paradies
- 2005: Steinschlag
- 2008: Heldin der Lüfte
- 2010: Tatort – Der Polizistinnenmörder
- 2011: Tatort – Wunschdenken
- 2012: Tatort – Skalpell
- 2012: Tatort – Hanglage mit Aussicht
- 2013: Tatort – Schmutziger Donnerstag
- 2017: WaPo Bodensee – Ausgerudert
- 2018: Der Zürich-Krimi: Borchert und die letzte Hoffnung
- 2018: Der Zürich-Krimi: Borchert und die Macht der Gewohnheit
- 2019: Der Zürich-Krimi: Borchert und die mörderische Gier
- 2019: Tatort – Der Elefant im Raum
- 2020: Der Zürich-Krimi: Borchert und die tödliche Falle
- 2021: Der Zürich-Krimi: Borchert und der verlorene Sohn
- 2021: Der Zürich-Krimi: Borchert und die Zeit zu sterben
- 2021: Der Zürich-Krimi: Borchert und der Mord im Taxi
- 2022: Der Zürich-Krimi: Borchert und die bittere Medizin

## Hörspiele
- 2014: Michael Theurillat: Sechseläuten – Regie: Barbara Liebster (Kriminalhörspiel – DKultur)

## Preise/Auszeichnungen
- Kulturpreis der Stadt Chur 2012

Für seinen Part im Schweizer Kinofilm Sennentuntschi von Michael Steiner wurde Zogg für den Schweizer Filmpreis 2011 als bester Darsteller nominiert.